# Martin-Luther-Kirche (Caselwitz)

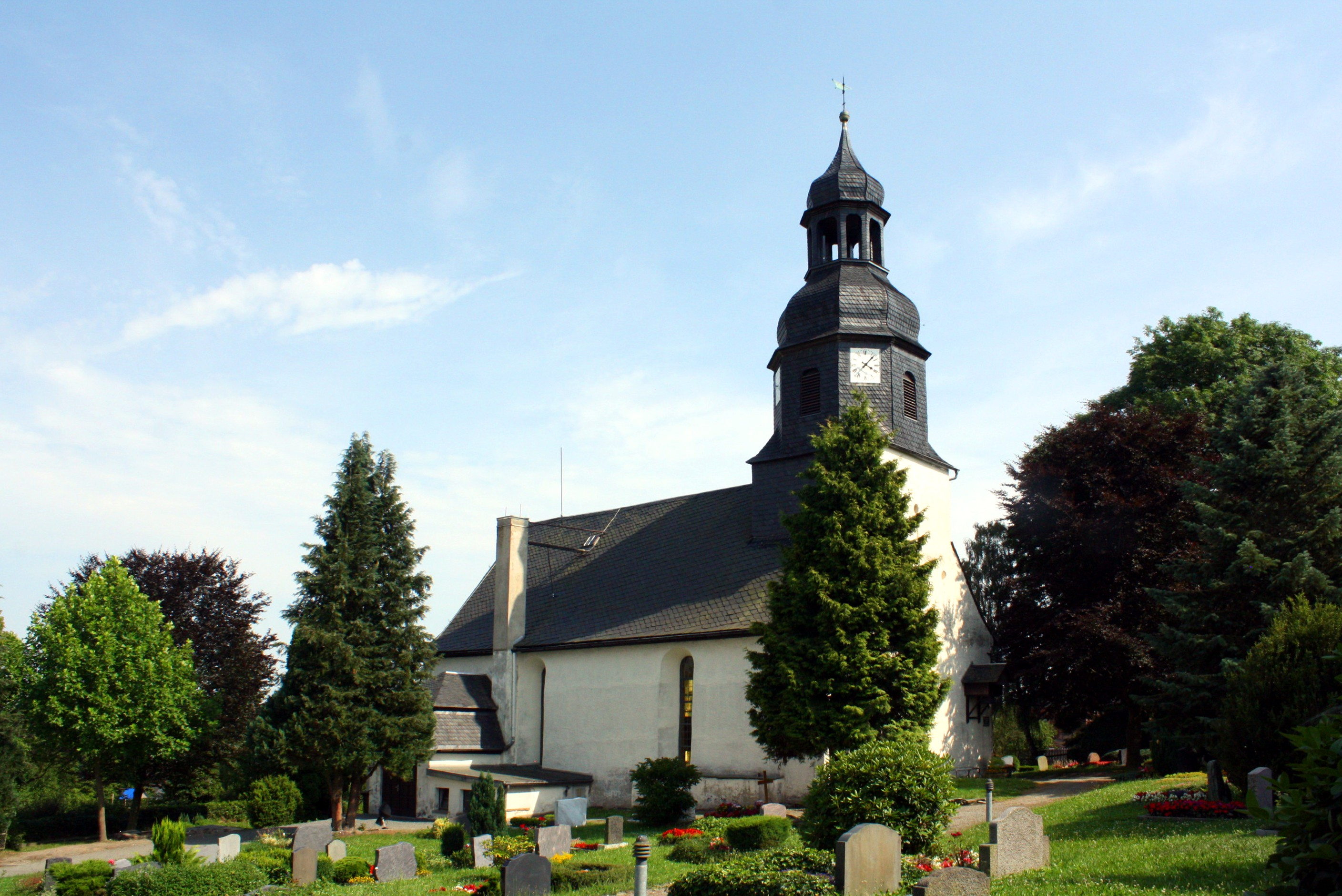
Die Martin-Luther-Kirche

Die Martin-Luther-Kirche steht im Ortsteil Caselwitz der Stadt Greiz im Landkreis Greiz in Thüringen.  Sie gehört der Evangelisch-Lutherischen Kirchengemeinde Greiz-Caselwitz im Kirchenkreis Greiz der Evangelischen Kirche in Mitteldeutschland.

## Geschichte
Von dem Vorgängergotteshaus, der 1534 erwähnten Kapelle, ist nichts bekannt. Sie brannte 1723 ab und es musste eine Kirche gebaut werden, die am 11. November des gleichen Jahres eingeweiht wurde. Es war der Tauftag Martin Luthers. Deshalb trägt das Gotteshaus seit 1954 seinen Namen.

## Zur Kirche selbst
Sie steht in der Mitte des Friedhofs. Auffallend ist der Dachreiter auf der Westseite der Kirche. der eine Schweifkuppel besitzt. Die äußeren Vorbauten lenken von der geradlinigen Innengestaltung etwas ab. Das Langhaus besitzt einen dreiseitigen Chor. Die großen Fenster geben dem Haus eine große Helle. Der barocke Kanzelaltar ist mit Ornamentmalereien geschmückt. Ein Engel in Jünglingsgestalt, ein Werk des frühen 18. Jahrhunderts, hält die Taufschale.
Der geschnitzte Stützpfeiler an der Treppe zur Orgelempore stellt eine weibliche Figur dar. Sie ist vermutlich von außereuropäischen Motiven beeinflusst. Orgel und Stützpfeiler stammen wahrscheinlich aus der Schlosskapelle von Rothental.